# Gay, Lesbian and Straight Education Network
Gay, Lesbian and Straight Education Network (GLSEN) är en organisation i USA som syftar till att få slut på diskriminering, trakasseri och mobbning utifrån sexuell läggning, könsidentitet och könsuttryck i primär- och sekundärutbildning. Organisationens huvudkontor finns i New York, New York och Washington, District of Columbia. 2009 fanns det 40 avdelningar över hela USA, representerande städer, delstater eller regioner.
GLSEN stöder gay–straight alliances, samt sponsrar den årliga Day of Silence och No Name-Calling Week samt erbjuder resurser för lärare om hur man stöder HBT-studenter.